# Studium przedmiotu
Studium przedmiotu – trzeci tom poetycki Zbigniewa Herberta wydany przez Wydawnictwo „Czytelnik” w 1961 roku w nakładzie 1750 egzemplarzy.
Studium przedmiotu jest tomem zawierającym zarówno wiersze, jak i prozę poetycką. Jak zauważył Maciej Stanaszek, główną tematyką tomu jest sztuka, a w szczególności malarstwo, co było pokłosiem pierwszej zagranicznej podróży Herberta. Ponadto według Stanaszka, sporą część utworów stanowią „klasyczne” wiersze Herberta, tj. najczęściej komentowane, do których zaliczyć można Apollo i Marsjasza, Monę Lizę, Kamyk, Powrót prokonsula czy Tren Fortynbrasa.
Trzy wiersze (Próba opisu, Kamyk, Tamaryszek) pochodzą z wydanego wcześniej dramatu Herberta Rekonstrukcja poety.
Dwa utwory (Na polanie pod drzewem oraz Włosy) ukazały się tylko w wydaniu z 1961 roku.

## Spis utworów
- Pudełko zwane wyobraźnią
- Ptak z drzewa
- Pisanie
- Nic ładnego
- W pracowni
- Gauguin Koniec
- Czarna róża
- Apollo i Marsjasz
- Fragment
- Na pomoc Pompei
- Księstwo
- Mona Liza
- Ostatnia prośba
- Na polanie pod drzewem
- Włosy
- Szuflada
- Nasz strach
- Koniec dynastii
- Siedzą na drzewach
- Z mitologii
- Jesień sprawiedliwa
- Jonasz
- Powrót prokonsula
- Tren Fortynbrasa
- Miasto nagie
- Rozważania o problemie narodu
- Naprzód pies
- Ojcowie gwiazdy
- Próba opisu
- Studium przedmiotu
- Kamyk
- Koń wodny
- Tamaryszek
- Objawienie
- Głos wewnętrzny
- Do moich kości
- Gwóźdź w niebie
- Drewniana kostka
- Mysz kościelna
- Komin
- Język
- Zegar
- Serce
- Diabeł
- Żeby tylko nie anioł
- Higiena duszy
- Ostrożnie ze stołem
- Krzesła
- Kiedy świat staje
- Drwal
- Pogoda